# Wapitour

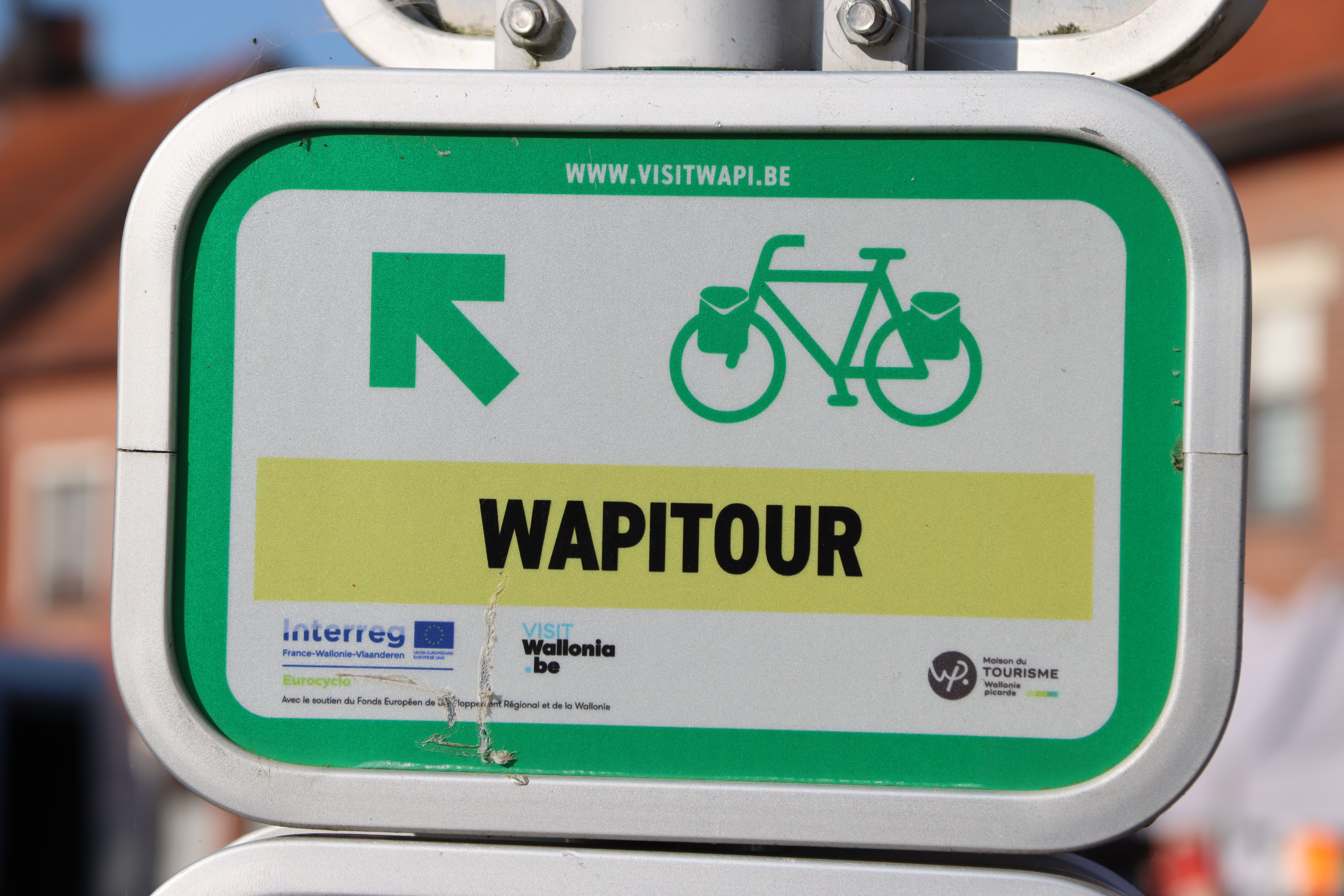
Wapitour

De Wapitour is een lange afstandsroute voor fietsers in Picardisch Wallonië die een ronde maakt van 142 km. Ze is in 2 richtingen bewegwijzerd met rechthoekige bordjes. De bordjes hangen onder de borden van het fietsroutenetwerk. De route kan overal gestart worden, maar formeel start ze in Doornik. 

## Traject
De route doorkruist de provincie Henegouwen. De route start in Doornik, in de buurt van het Belfort van Doornik. In het begin volgt de route oostwaarts de Schelde tot Antoing. De route loopt in het begin parallel met de RV6 en de RV8a tot Antoing waar deze routes de route verlaten. 
In Antoing is er ook een aansluiting op de RAVeL L'Escaut welke de Schelde verder volgt. De Wapitour volgt hierna het Kanaal Nimy-Blaton-Péronnes. In de regio rond Bernissart maakt de route een lus, waarbij er in Pommerœul kan worden aangesloten op de RAVeL langs het Kanaal Pommerœul-Condé. De route kruist dit kanaal tweemaal. 
De lus rond Bernissart voert door de Moerassen van Harchies en komt weer door Bernissart. In deze plaats is de grootste vondst gedaan van restanten van de Iguanodons. De route steekt nu het Kanaal Nimy-Blaton-Péronnes over naar Blaton.
In Blaton gaat het dan noordwaarts langs het Kanaal Blaton-Aat naar Aat. De route voert met het kanaal door het Bos van Stambruges en Natuurpark Scheldevlakten. Dichtbij de route ligt ook het Kasteel van Belœil.
In Huissignies kruist de route de RV6. Het kanaal Blaton-Aat eindigt in Aat in de Dender. De route volgt deze rivier na Aat naar Lessen en Twee-Akren. Hier kan de RAVeL langs de Dender gevolgd worden naar Geraardsbergen om aan te sluiten op de LF Vlaanderenroute en de LF Heuvelroute. 
Tussen Lessen en Ellezelles loopt de EuroVelo EV5 Via Romea Francigena parallel met de route westwaarts via RAVeL Ligne 87 over een voormalige spoorlijn. In zowel Flobecq als Ellezelles kruist de route de Route des Collines. Vlak voor Ellezelles verlaat de route de RAVeL Ligne 87, maar deze kan samen met de EV5 ook gevolgd worden naar Ronse waar ze aansluit op de LF Vlaanderenroute en LF Heuvelroute. 
Door Pays des Collines gaat de Wapitour verder. Ze daalt de helling Côte de les Hauts af naar Saint-Sauveur. Vanaf hier zijn het Kluisbos en de Kluisberg goed te zien. Aan de voet van de Kluisberg bij Orroir kruist de route weer met de Route des Collines. 
Niet veel later wordt de Schelde bereikt. Hier sluit ze aan op de LF Schelderoute richting Gent en de RV8a richting Doornik. Tussen Escanaffles en Spiere-Helkijn loopt de EV5 weer parallel met de route aan de overkant van de Schelde. De Schelde wordt zuidwaarts gevolgd tot Doornik. In Spiere-Helkijn kan - net als de EV5 - worden aangesloten op de RAVeL Spierekanaal naar Roubaix en Rijsel.
De route eindigt in Doornik. In deze stad kan op de Mont-Saint-Aubert ook worden aangesloten op de Route des Collines.

## Aansluitingen met Europese routes
- Tussen Lessen en Ellezelles loopt de route parallel met de EuroVelo EV5 Via Romea Francigena.
- Tussen Escanaffles en Spiere-Helkijn loopt de route parallel met de EuroVelo EV5 Via Romea Francigena.

## Aansluitingen met andere LF- of icoonroutes
- Tussen Doornik en Antoing loopt de route parallel met de RV6 en de RV8a.
- In Doornik kan op de Mont-Saint-Aubert worden aangesloten op de Route des Collines.
- In Huissignies kruist de route de RV6.
- In Lessen kruist de route de RV3.
- Vanuit Lessen kan in Geraardsbergen via de RAVeL Dendre aangesloten worden op de LF Vlaanderenroute en de LF Heuvelroute.
- In Flobecq kruist de route de Route des Collines.
- In Ellezelles kruist de route de Route des Collines.
- Vanuit Ellezelles kan in Ronse via de RAVeL Ligne 87 aangesloten worden op de LF Vlaanderenroute en de LF Heuvelroute.
- In Mont de l'Enclus kruist de route de Route des Collines.
- In Escanaffles sluit de route aan op de LF Schelderoute en de RV8a.

## Aansluitingen met regionale routes
- Op elk willekeurig punt kan gebruik worden gemaakt van het fietsroutenetwerk ter plaatse.
- In Lessen kan de W1 Tussen Dender en Hauts-Pays (regionale RAVeL-route) opgepakt worden.
- In Mont de l'Enclus kan de blauwe lus van de Ronde van Vlaanderenroute opgepakt worden.
- In Spiere-Helkijn kan de W4 Canaux, Fleuves et Rivières (regionale RAVeL-route) opgepakt worden.
- In Spiere-Helkijn kan de route Blauw Vierkant opgepakt worden.